# Den rigtige mand i månen
|  | Denne artikel er oprettet af botten PalnaBot ud fra en ekstern database. Den kan derfor have sproglige fejl eller mangler. Denne skabelon kan fjernes efter kontrol af indholdet. |

Den rigtige mand i månen er en film instrueret af Torben Skjødt Jensen.

## Handling
En fri fantasi over Lumieres "Manden i Månen".